# Aero A-22
De Aero A-22 (ook bekend als A.22) is een Tsjechoslowaaks civiel dubbeldekker-vliegtuig gebouwd door Aero in de jaren '20. De A-22 is gebaseerd op de A-11. De grootste verandering in vergelijking met de A-11 is plek van de observeerder is vervangen door een zitplaats voor twee personen.

## Specificaties
- Bemanning: 1
- Capaciteit: 2 passagiers
- Lengte: 8,2 m
- Spanwijdte: 12,3 m
- Vleugeloppervlak: 36,9 m2
- Leeggewicht: 1 105 kg
- Volgewicht: 1 415 kg
- Motor: 1× Maybach Mb IV, 194 kW (260 pk)
- Maximumsnelheid: 201 km/h
- Plafond: 7 000 m
- Vliegbereik: 380 km